# Ozerailles
Ne doit pas être confondu avec Azerailles.
Ozerailles est une commune française située dans le département de Meurthe-et-Moselle en région Grand-Est.

## Géographie
|                   | Lubey                  |              |
| Fléville-Lixières | Ozerailles             | Les Baroches |
| Thumeréville      | Abbéville-lès-Conflans |              |

### Hydrographie

#### Réseau hydrographique
La commune est dans le bassin versant du Rhin au sein du bassin Rhin-Meuse. Elle est drainée par le ruisseau de la Tanche,.

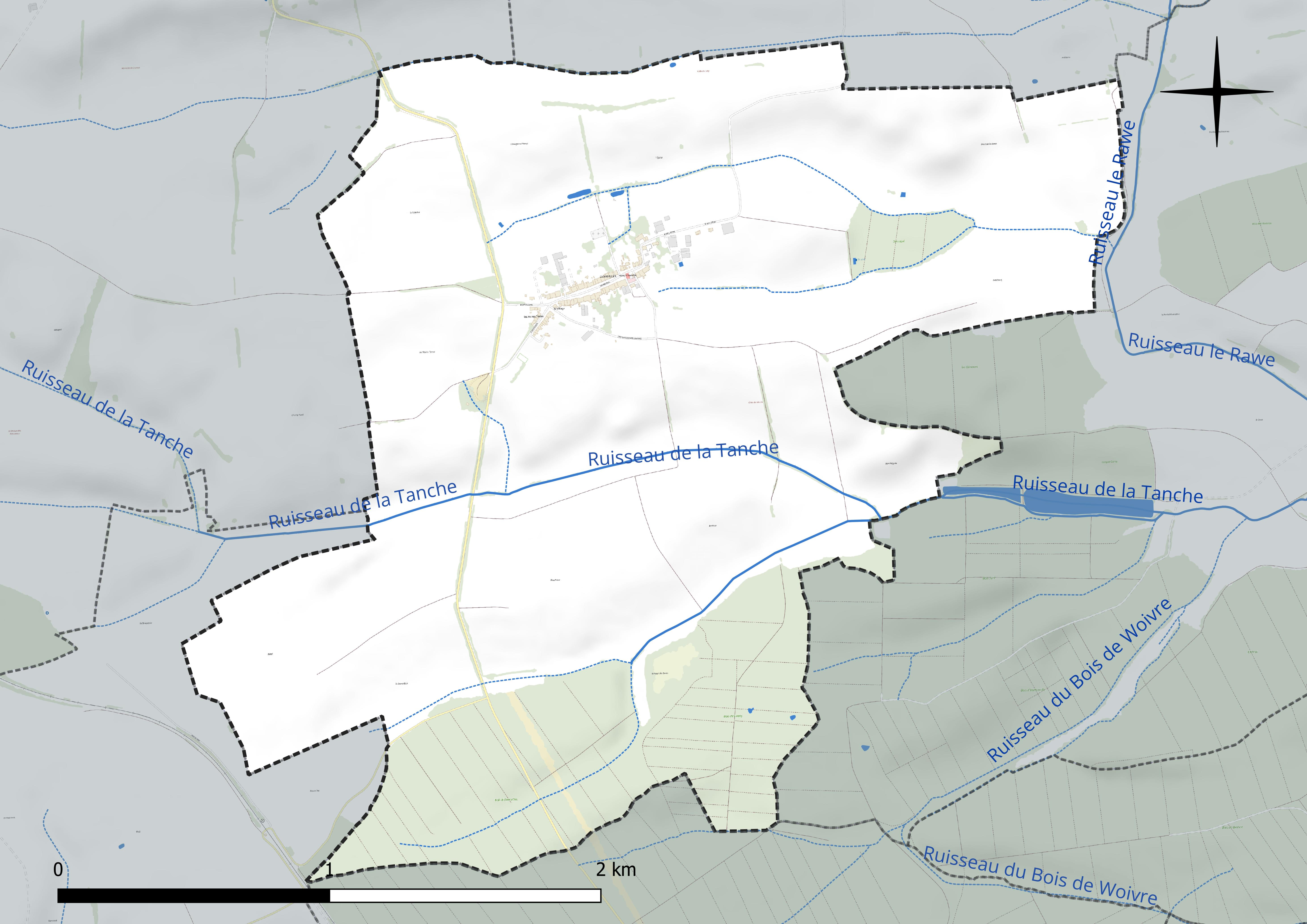
Réseau hydrographique d'Ozerailles.

#### Gestion et qualité des eaux
Le territoire communal est couvert par le schéma d'aménagement et de gestion des eaux (SAGE) « Bassin ferrifère ». Ce document de planification concerne le périmètre des anciennes galeries des mines de fer, des aquifères et des bassins versants hydrographiques associés qui s’étend sur 2 418 km2. Les bassins versants concernés sont celui de la Chiers en amont de la confluence avec l'Othain, et ses affluents (la Crusnes, la Pienne, l'Othain), celui de l'Orne et ses affluents et celui de la Fensch, le Veymerange, la Kiesel et les parties françaises du bassin versant de l'Alzette et de ses affluents (Kaylbach, ruisseau de Volmerange). Il a été approuvé le 27 mars 2015. La structure porteuse de l'élaboration et de la mise en œuvre est la région Grand Est. 
La qualité des cours d’eau peut être consultée sur un site dédié géré par les agences de l’eau et l’Agence française pour la biodiversité. 

### Climat
Pour des articles plus généraux, voir Climat du Grand Est et Climat de Meurthe-et-Moselle.
En 2010, le climat de la commune est de type climat des marges montargnardes, selon une étude du Centre national de la recherche scientifique s'appuyant sur une série de données couvrant la période 1971-2000. En 2020, Météo-France publie une typologie des climats de la France métropolitaine dans laquelle la commune est exposée à un climat semi-continental et est dans la région climatique  Lorraine, plateau de Langres, Morvan, caractérisée par un hiver rude (1,5 °C), des vents modérés et des brouillards fréquents en automne et hiver. 
Pour la période 1971-2000, la température annuelle moyenne est de 9,6 °C, avec une amplitude thermique annuelle de 16,4 °C. Le cumul annuel moyen de précipitations est de 817 mm, avec 12,7 jours de précipitations en janvier et 9,3 jours en juillet. Pour la période 1991-2020, la température moyenne annuelle observée sur la station météorologique de Météo-France la plus proche, « Rouvres-en-woevre », sur la commune de Rouvres-en-Woëvre à 11 km à vol d'oiseau, est de 10,8 °C et le cumul annuel moyen de précipitations est de 668,3 mm. 
La température maximale relevée sur cette station est de 40,2 °C, atteinte le 24 juillet 2019 ; la température minimale est de −15,4 °C, atteinte le 7 février 2012,,. 
Les paramètres climatiques de la commune ont été estimés pour le milieu du siècle (2041-2070) selon différents scénarios d'émission de gaz à effet de serre à partir des nouvelles projections climatiques de référence DRIAS-2020. Ils sont consultables sur un site dédié publié par Météo-France en novembre 2022.

## Urbanisme

### Typologie
Au 1er janvier 2024, Ozerailles est catégorisée commune rurale à habitat dispersé, selon la nouvelle grille communale de densité à sept niveaux définie par l'Insee en 2022.
Elle est située hors unité urbaine. Par ailleurs la commune fait partie de l'aire d'attraction de Val de Briey, dont elle est une commune de la couronne,. Cette aire, qui regroupe 14 communes, est catégorisée dans les aires de moins de 50 000 habitants,.

### Occupation des sols
L'occupation des sols de la commune, telle qu'elle ressort de la base de données européenne d’occupation biophysique des sols Corine Land Cover (CLC), est marquée par l'importance des territoires agricoles (82,9 % en 2018), une proportion identique à celle de 1990 (82,9 %). La répartition détaillée en 2018 est la suivante : terres arables (68,9 %), forêts (17,1 %), prairies (8,5 %), zones agricoles hétérogènes (5,6 %). L'évolution de l’occupation des sols de la commune et de ses infrastructures peut être observée sur les différentes représentations cartographiques du territoire : la carte de Cassini (XVIIIe siècle), la carte d'état-major (1820-1866) et les cartes ou photos aériennes de l'IGN pour la période actuelle (1950 à aujourd'hui).

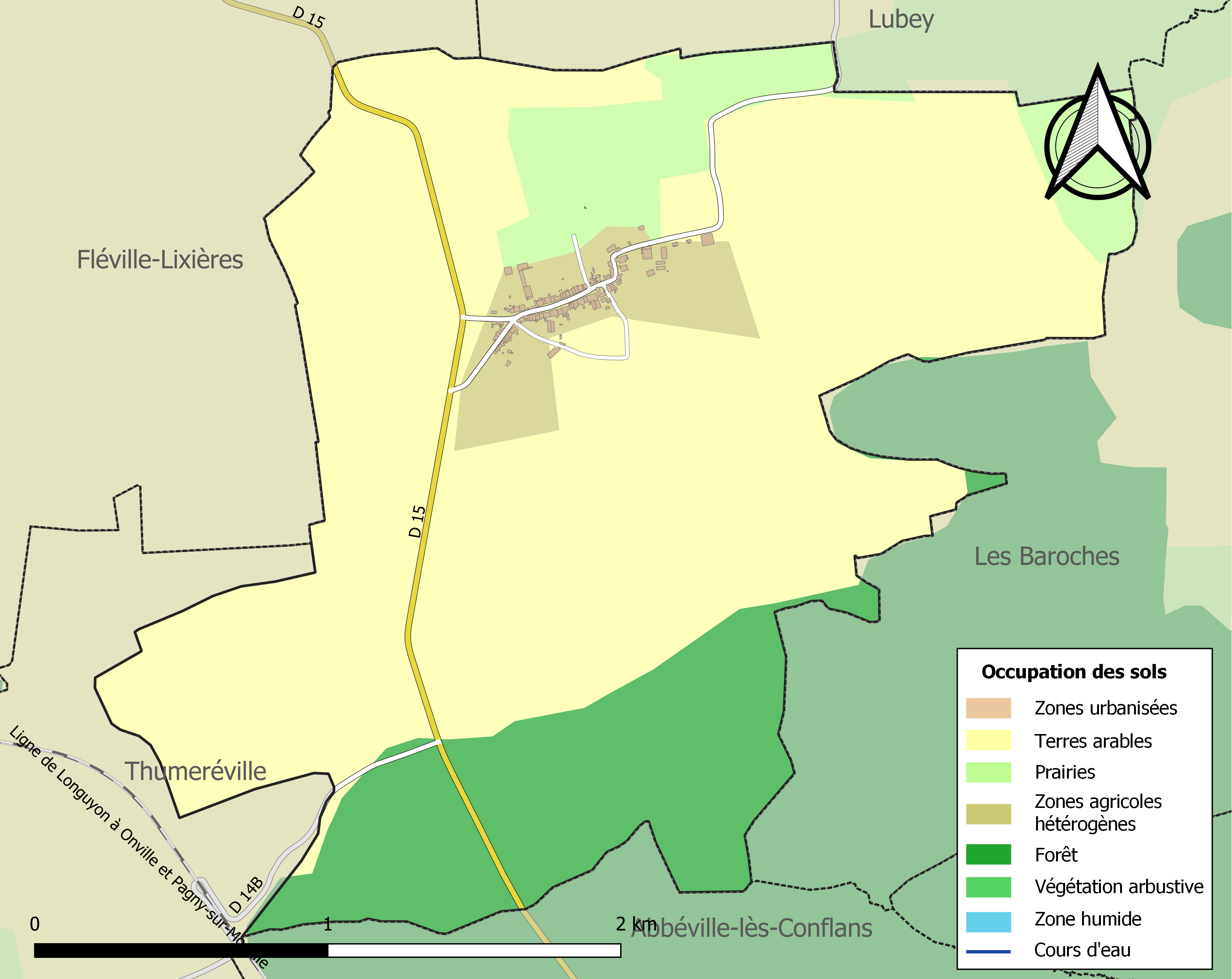
Carte des infrastructures et de l'occupation des sols de la commune en 2018 (CLC).

## Toponymie
Le nom de la localité est attesté sous les formes Oiseraille (1324) ; Aizeraule (1390) ; Oxeraille (XVe siècle) ; Huxeraille, Useraille (XVe siècle) ; Aiseraille (1429) ; Oserole (1519) ; Aixeraille (1524) ; Auxerailles (1544) ; Azraylle (XVIIe siècle) ; Oseraille (1606) ; Ozeroille (1664) ; Ozerail (1749) ; Luzeraille (1756).

De l'oïl « osier, osière » (salix viminalis) et suffixe collectif -aille : « ensemble d'osiers » ; d'abord au singulier.

## Histoire
Village de l'ancienne province du Barrois.

## Politique et administration
| Période                                  | Période        | Identité             | Étiquette | Qualité                                                     |
| ---------------------------------------- | -------------- | -------------------- | --------- | ----------------------------------------------------------- |
| Les données manquantes sont à compléter. |                |                      |           |                                                             |
| 1979                                     | septembre 2024 | Robert Lefevre,      |           | Ancien agriculteur exploitant Démission le 3 septembre 2024 |
| septembre 2024                           | En cours       | Victorien Barthélémy |           |                                                             |

## Population et société

### Démographie
L'évolution du nombre d'habitants est connue à travers les recensements de la population effectués dans la commune depuis 1793. Pour les communes de moins de 10 000 habitants, une enquête de recensement portant sur toute la population est réalisée tous les cinq ans, les populations de référence des années intermédiaires étant quant à elles estimées par interpolation ou extrapolation. Pour la commune, le premier recensement exhaustif entrant dans le cadre du nouveau dispositif a été réalisé en 2007.

En 2022, la commune comptait 147 habitants, en évolution de −0,68 % par rapport à 2016 (Meurthe-et-Moselle : −0,13 %, France hors Mayotte : +2,11 %).
| 1793 | 1800 | 1806 | 1821 | 1836 | 1841 | 1861 | 1866 | 1872 |
| ---- | ---- | ---- | ---- | ---- | ---- | ---- | ---- | ---- |
| 327  | 259  | 267  | 332  | 392  | 361  | 340  | 320  | 339  |

| 1876 | 1881 | 1886 | 1891 | 1896 | 1901 | 1906 | 1911 | 1921 |
| ---- | ---- | ---- | ---- | ---- | ---- | ---- | ---- | ---- |
| 305  | 305  | 302  | 304  | 292  | 267  | 235  | 203  | 166  |

| 1926 | 1931 | 1936 | 1946 | 1954 | 1962 | 1968 | 1975 | 1982 |
| ---- | ---- | ---- | ---- | ---- | ---- | ---- | ---- | ---- |
| 158  | 146  | 147  | 125  | 140  | 135  | 148  | 124  | 109  |

| 1990 | 1999 | 2006 | 2007 | 2012 | 2017 | 2022 | - | - |
| ---- | ---- | ---- | ---- | ---- | ---- | ---- | - | - |
| 128  | 134  | 153  | 156  | 149  | 151  | 147  | - | - |

## Culture locale et patrimoine

### Lieux et monuments
- Maisons fortes.
- Hameau de Sardonne.
- Église paroissiale Saint-Christophe, construite en 1836. A remplacé une église reconstruite en 1719, avec une subvention de la Chambre des comptes de Bar, sur le site d'une église probablement ruinée par la guerre de Trente Ans (1636), clocher carré à pyramide.
- Chapelle rurale.
- Calvaire, situé Grande-Rue daté 1628 ; porte la plaque commémorative des morts de la guerre 1914-1918 et un cadran solaire.
- Croix de chemin dite croix Colas, dans les champs à 150 mètres, au sud de l'église. Érigée en 1753 par François Laguer, d'Eton ; elle fut relevée en 1804 par N. Laporte et Anne Michel son épouse.

### Héraldique
| Blason de Ozerailles | Blason  | Blasonnement : d'argent au bâton de saint Christophe de gueules issant d'une plaine ondée d'azur, accosté de deux rameaux d'osier de sinople posés en pal. |
| Blason de Ozerailles | Détails | Le village d'Ozerailles tire son origine d'oseraies, naturelles ou plantées, qui dans des temps anciens devaient croître facilement sur un territoire argileux, donc humide. Ce lointain passé figure dans les armes de la commune sous la forme stylisée de deux rameaux. Le bâton noueux qui l'accompagne, c'est celui du patron de l'église, saint Christophe, le "porteur du Christ", à qui la légende attribue l'action d'avoir porté l'enfant Jésus en traversant une rivière au moment de la fuite en Egypte. Le statut officiel du blason reste à déterminer. |